# Chiara Tortorella
Chiara Tortorella (Milano, 26 settembre 1982) è una conduttrice televisiva, conduttrice radiofonica, modella e attrice italiana.

## Biografia
Figlia di Cino Tortorella e Maria Cristina Misciano, il cui padre era il tenore di fama mondiale Alvinio Misciano. Ha due fratelli e una sorella: Davide, Guido e Lucia. Nel 1992 è stata baby valletta al 35º Zecchino d'Oro. Chiara è diplomata al liceo linguistico del Civico Polo Scolastico "A. Manzoni" di Milano e ha iniziato a lavorare come modella all'età di quindici anni per l'agenzia Elite Model Management. Nel 1997 ha posato per Oliviero Toscani per due importanti campagne pubblicitarie, tra le quali quella della "famiglia Boccasana" per i prodotti della linea Tantum Verde del Gruppo farmaceutico Angelini, con la regia di Maurizio Nichetti, e ha partecipato a svariati spot pubblicitari in Italia e all'estero.
Nell'anno della maturità, 2001, ha cominciato a praticare paracadutismo e a lavorare in televisione, nel programma Rapido TV con Alvin su Italia 1 e, in estate, Fluido TV su LA7 diretto da Erica Herbert con Alvin, Alessandra Bertin e Marcello Martini, in onda tutti i giorni dalle spiagge di Riccione. Nel 2002 a Roma è stata scelta per il programma musicale di Rai 2, Top of the Pops, presentandolo per due stagioni, la prima in coppia con Stefano Scandaletti e la seconda come unica conduttrice.
Nel 2003 è la volta di Torino con Junior Sport su Rai 2, un programma sportivo dedicato ai ragazzi, e dal 2003 al 2006, sempre per la stessa rete, di nuovo a Milano, ha condotto con Massimiliano Ossini Disney Club ed è stata deejay di Radio Milano Uno. Nel 2005 ha fatto un provino per Pupi Avati ottenendo una piccola parte nel film Ma quando arrivano le ragazze? ed è stata scelta per affiancare Carlo Conti nel reality show Ritorno al presente su Rai 1 in prima serata, nonché per presentare la striscia quotidiana dello stesso programma.
Nel 2006 ha recitato ancora con Pupi Avati nel film Il nascondiglio (2007), thriller ambientato negli Stati Uniti, e in estate, su Radio Due, ha presentato come deejay il programma Il Tropico del cammello, in diretta dalle spiagge romagnole con Federico Quaranta e L'Inutile Tinto. Nello stesso anno appare nel videoclip di Luciano Ligabue Le donne lo sanno, regia di Silvio Muccino; per questa realizzazione ha eseguito alcuni lanci professionali in caduta libera. Ha iniziato poi a lavorare per il canale All music per il quale ha condotto The Club on the Road e due stagioni di Classifiche ufficiali.
Nel 2007 ha accompagnato il padre Cino (il Mago Zurlì) nella 50ª edizione dello Zecchino d'Oro su Rai 1, collaborando anche con i fratelli Davide (autore) e Guido (regista). Nel 2008 è conduttrice su Rai 2 del programma musicale Scalo 76 Cargo e, ancora su All Music, del programma Extra dedicato alla musica elettronica. Nel 2010 è testimonial pubblicitaria insieme a Francesco Totti di PartyPoker e nell'ottobre dello stesso anno ha condotto su Canale Italia il programma musicale Kanta con noi; successivamente ha abbandonato il mondo dello spettacolo per lavorare come cameriera in un locale di Milano.
Nel 2014 ha lavorato come istruttrice al fly experience di Grugliasco (TO), oggi chiuso. È conduttrice radiofonica per R101.
Nel 2017 è stata ospite della prima puntata del 60º Zecchino d'Oro dove le sono stati consegnati uno Zecchino d'Oro e una targa alla memoria di suo padre Cino Tortorella, inventore e conduttore della rassegna internazionale di canzoni per i bambini, scomparso a marzo dello stesso anno. Tra il 2023 e il 2025 è l'inviata per R101 di Io canto Generation (dove ha anche ricoperto il ruolo di giudice sostituendo Al Bano nella terza puntata del 6 dicembre 2023 della prima edizione), Io canto Family e Io canto Senior, talent show di Canale 5: il primo e l'ultimo sono condotti da Gerry Scotti, mentre il secondo è condotto da Michelle Hunziker.

## Programmi televisivi
- Zecchino d'Oro (Rai 1, 1992, 1997, 2007) - conduttrice
- Rapido (Italia 1, 2001)
- Fluido (LA7, 2001)
- Top of the Pops (Rai 2, 2001-2002)
- Junior Sport (Rai 2, 2003)
- Disney Club (Rai 2, 2003-2006) - conduttrice
- Ritorno al presente (Rai 1, 2005) - inviata
- The Club on the Road (All Music, 2005-2006)
- Classifiche ufficiali (All Music, 2005-2007)
- Albakiara (All Music, 2007)
- Natale da favola (Rai 1, 2007)
- La festa della mamma (Rai 1, 2008) - co-conduttrice
- Scalo 76 Cargo (Rai 2, 2008-2009) - conduttrice
- Extra (All Music, 2008)
- Grande Fratello 14 (Canale 5, 2015) - inviata in social room
- 60 Zecchini (Rai 1, 2017) - inviata
- L'attesa (Rai 1, 2017)
- Lo Zecchino di Natale (Rai 1, 2017) - guest star
- Capodanno in musica (Canale 5, 2017-2018)
- Io canto Generation (Canale 5, 2023-2024) - inviata per R101, giurata 3ª della prima edizione
- Io canto Family (Canale 5, 2024) - inviata per R101
- Io canto Senior (Canale 5, 2025) - inviata per R101

## Filmografia

### Cinema
- Ma quando arrivano le ragazze?, regia di Pupi Avati (2005)
- Il nascondiglio, regia di Pupi Avati (2007)

### Videoclip
- Le donne lo sanno di Ligabue (2006)

## Radio
- Radio Due
- Radio Milano Uno
- Radio Roma Uno
- R101